# Ново-Борисково
Ново-Борисково — деревня в Кесовогорском районе Тверской области. Входит в состав Стрелихинского сельского поселения.

## География
Находится в юго-восточной части Тверской области на расстоянии приблизительно 9 км на юго-запад по прямой от районного центра поселка Кесова Гора.

## История
Деревня была показана ещё на карте 1825 года. В 1859 году здесь (деревня Кашинского уезда) было учтено 8 дворов.

## Население
Численность населения: 72 человека (1859 год), 6 (русские 100 %) в 2002 году, 1 в 2010.